# 舞妓はレディ
『舞妓はレディ』（まいこはレディ）は、2014年9月13日公開の日本のミュージカル・コメディ映画。監督・脚本は周防正行。
主演の上白石萌音演じる地方出身の少女が、京都の架空の花街・下八軒で舞妓を目指す成長物語を、歌とダンスを交えたエンターテインメント作として描く。

## 概要
タイトルはオードリー・ヘプバーン主演で映画にもなったミュージカル『マイ・フェア・レディ』のもじりである。
公開同年6月16日に上海国際映画祭のコンペティション部門で上映された。また、7月2日にはフランス・パリで開催されるJapan Expoに招待作品として出品。第38回日本アカデミー賞で最優秀音楽賞を受賞したほか、上白石がいくつかの新人俳優賞を受賞した。
ミュージカル『舞妓はレディ』舞台版として、博多座の企画・製作により2018年3月に舞台化され上演された。

## あらすじ
ミュージカル映画として、要所に歌唱とダンスを挟みながら物語は進行する。小さいながら歴史ある京都の花街、下八軒では、節分の夜、芸舞妓たちがお化けの仮装に身を包み馴染みの旦那たちとお座敷にいる。下八軒の芸舞妓は後継者不足に悩まされ、老舗のお茶屋・万寿楽の百春が12年も襟替え（見習いの舞妓から芸妓になること）をできずたったひとりの舞妓を続け、他はアルバイトの舞妓に頼っているありさまである。その万寿楽に、きつい訛りの鹿児島弁と津軽弁を話す少女・春子が突然訪れ、舞妓になりたいと訴える（「私の夢」）。春子は百春のブログを見てやってきたのだが、誰からの紹介も経ていない春子を、女将の千春は門前払いする。様子を見ていた馴染みの旦那・北野は春子の訛りを聞きとても舞妓にはなれるまいというが、研究のため万寿楽に出入りしている言語学者の京野は逆に強い興味を惹かれ、彼女を舞妓に育て上げたら北野に自分のお茶屋遊び代の面倒をみてもらうことを賭け、春子の後見人になる。
一旦津軽の祖父母のもとに帰っていた春子は、芸妓たちの春のをどりの群舞と歌に迎えられて（「舞妓はレディ (Chorus Version)」）、万寿楽で仕込み（見習い）になるが、三味線、長唄、踊りほかと修業はうまくいかず、京野の指導による京言葉もなかなか上達しない。それでも親切に京言葉の魅力や、「一見さんお断り」に込められたおもてなしの精神などを教えてくれる京野に（「京都盆地に雨が降る」「一見さんお断り」）、春子は初めての恋をする（「これが恋?」）。ある日、春子は先輩芸妓・里春の提案で、馴染み客の高井を随心院でもてなす場で「生粋の京育ち」の仕込みとして紹介されるが、里春にイタリア同行を申し込み熱烈に迫る高井に驚き（「ティ・アーモの鐘」）、つい本来の訛りで話す失敗を犯してしまう。春子はさらに京野の弟子・秋平から、元々が男性相手の水商売である舞妓の仕事に春子のような娘は似合わないと言われたうえ、大好きな京野も自分を利用しているに過ぎないと告げられてショックを受け、ついには全く声が出なくなってしまう。
声が戻らない春子のもとへ、京野が訪れ、彼女を傷つけてしまったことを謝り、自分も鹿児島出身で訛りの矯正に苦労したことを流暢な鹿児島弁で語り励ます。また、千春は自分の舞妓時代に映画スターと遠距離恋愛をしていた思い出や（「Moonlight」）、自分が芸妓を辞めて家庭に入ったあと万寿楽を支えていた芸妓のこと、その芸妓が駆け落ちをしてしまい、先代女将に請われて娘の百春とともに下八軒に帰ってお茶屋を継ぎ、芸舞妓が昔のように旦那の相手をしなくても女性として自立していけるありかたを目指してきたが、なかなかうまくいかないことなどを話す。そして春子を労りながら、踊りの稽古に復帰するように言う。しかし稽古の場で踊りがうまくできず、春子は師匠にきつく叱られる。思わず泣き出した春子だが、それをきっかけに声が出るようになり、里春にも厳しい励ましを受けながら、改めて修業に力を注いでゆき、ついに完璧な京言葉をマスターする（「京都盆地に雨が降る」）。
一方、三十路を前にした百春はついにしびれを切らし、千春に訴えてようやく襟替えが叶う（「襟替え」）。そして年が明け、春子は「小春」（こはる）の名で舞妓となり、北野や京野を迎えたお座敷で踊りを披露する。その席で、北野に小春がかつて万寿楽にいた舞妓にそっくりであると指摘されると、千春は駆け落ちして下八軒を去ったその人と相手の板前こそが小春の亡き両親であると明かす。万寿楽の女将や芸妓たちもそのことに気付いており、みんな小春の母のことを大好きだったと語る。
小春は京野の研究室を訪れた際、彼が本当は東京出身で嘘をついていたことを知るが、声が出ないふりをして京野たちをからかってみせる。下八軒にきて1年が経ち、再びの節分の日、お化けに扮した人々の群舞の中で、北野は舞妓の魅力とは「若さ」であり、それは未熟であっても嘘のない一所懸命さであると語る。そしてその若さを持つ小春は立派な舞妓であるといい、京野が賭けに勝利したことを認める。小春は喜びとともに歌い踊り、京野への思いを叫んでラストシーンとなる（「舞妓はレディ」）。

## キャスト
お茶屋・万寿楽（ばんすらく）の人々
- 西郷 春子（さいごう はるこ）〔小春（こはる）〕 - 上白石萌音：仕込み（見習い） → 舞妓
- 小島 千春（こじま ちはる） - 富司純子（舞妓時代：大原櫻子）：女将
- 百春（ももはる） - 田畑智子：舞妓
- 里春（さとはる） - 草刈民代：芸妓
- 豆春（まめはる） - 渡辺えり：芸妓
- 青木 富夫 - 竹中直人：男衆（おとこし）

万寿楽馴染みの旦那たち
- 京野 法嗣（きょうの のりつぐ） - 長谷川博己：言語学者
- 北野 織吉 - 岸部一徳：老舗呉服屋社長
- 高井 良雄 - 髙嶋政宏：大手芸能事務所社長
- 市川 勘八郎 - 小日向文世：歌舞伎役者、里春の恋人

その他の人々
- 西野 秋平 - 濱田岳：京野の弟子、大学院生
- 原田 千代美 - 中村久美：踊りの師匠
- 鶴一（つるいち） - 岩本多代：下八軒の芸妓
- 西郷 田助 - 高橋長英：春子の祖父
- 西郷 梅 - 草村礼子：春子の祖母
- 春子の母（写真） - 瀬戸朝香
- 春子の父（写真） - 加瀬亮
- 赤木 裕一郎 - 妻夫木聡：映画スター
- 福名（ふくな） - 松井珠理奈（SKE48）：アルバイト舞妓
- 福葉（ふくは） - 武藤十夢（AKB48）：アルバイト舞妓
- 三味線の師匠 - 徳井優
- 長唄の師匠 - 田口浩正
- 鳴物の師匠 - 彦摩呂
- 馴染の客 - 津川雅彦

キャスト出典

## 製作
監督・周防正行は『シコふんじゃった。』（1992年）撮了後より本作を構想していた。主役は800名以上を集めて半年をかけて行ったオーディションにより、2011年の東宝「シンデレラ」オーディション審査員特別賞を受賞している上白石萌音を抜擢。最終オーディションを見た周防は「今すぐ本番が撮れる！」と絶賛した。また、舞妓となる百春役に起用された田畑智子の実家は17世紀初頭、江戸時代中期の享保年間から京都・祇園で営業を続ける料亭で、幼少時の田畑自身も将来は舞妓になるのかと考えた経験があった。
撮影は埼玉県川口市にあるSKIPシティに下八軒を再現したセットを設置し、2013年5月から7月にかけて行われた。

## 音楽
本作の音楽は監督のいとこ周防義和が担当した。歌の作詞は周防正行と種ともこ。サウンドトラックCD収録曲のうち、13、14、21は映画未使用曲である。
| #   | タイトル                        | 作詞 | 作曲・編曲 | アーティスト                   | 時間 |
| --- | ------------------------------- | ---- | ---------- | ------------------------------ | ---- |
| 1.  | 「舞妓はレディ」                |      |            | 上白石萌音                     | 4:06 |
| 2.  | 「これが恋？」                  |      |            | 上白石萌音                     | 1:58 |
| 3.  | 「一見さんお断り」              |      |            | 長谷川博己/富司純子            | 2:48 |
| 4.  | 「男衆の歌」                    |      |            | 竹中直人                       | 2:23 |
| 5.  | 「その糸はなぜ赤なの？」        |      |            | 草刈民代                       | 2:17 |
| 6.  | 「ティ・アーモの鐘」            |      |            | 髙嶋政宏                       | 2:03 |
| 7.  | 「Moonlight」                   |      |            | 大原櫻子/妻夫木聡              | 3:23 |
| 8.  | 「私の夢」                      |      |            | 上白石萌音                     | 1:40 |
| 9.  | 「京都盆地に雨が降る」          |      |            | 長谷川博己/上白石萌音          | 4:13 |
| 10. | 「夜の終わりに想う歌」          |      |            | 富司純子/上白石萌音            | 2:06 |
| 11. | 「襟替え」                      |      |            | 田畑智子                       | 1:52 |
| 12. | 「舞妓はレディ」(End Roll Ver.) |      |            | 上白石萌音                     | 4:57 |
| 13. | 「きついっしょ」                |      |            | 上白石萌音/松井珠理奈/武藤十夢 | 1:54 |
| 14. | 「うちはかいらしい舞妓どす」    |      |            | 渡辺えり                       | 1:34 |
| 15. | 「下八軒物語」                  |      |            | 周防義和                       | 0:55 |
| 16. | 「私の夢」(Inst Ver.)           |      |            | 周防義和                       | 0:57 |
| 17. | 「ユキノヒ」                    |      |            | 周防義和                       | 0:35 |
| 18. | 「センセオドロキ」              |      |            | 周防義和                       | 0:38 |
| 19. | 「八軒新橋」                    |      |            | 周防義和                       | 1:37 |
| 20. | 「数字であそぼ」                |      |            | 周防義和                       | 1:01 |
| 21. | 「京都盆地・慕情組曲」          |      |            | 周防義和                       | 3:03 |
| 22. | 「からげのエスタンピ」          |      |            | 周防義和                       | 2:32 |
| 23. | 「声がでえへん」                |      |            | 周防義和                       | 0:29 |
| 24. | 「夢のつづきは・・」            |      |            | 周防義和                       | 0:53 |
| 25. | 「万寿楽」                      |      |            | 周防義和                       | 2:39 |
| 26. | 「お見世出し」                  |      |            | 周防義和                       | 1:50 |
| 27. | 「ハルコハコハル〜小春は舞妓」  |      |            | 周防義和                       | 2:09 |
| 28. | 「舞妓はレディ」(Chorus Ver.)   |      |            | 周防義和                       | 2:16 |

## スタッフ
- 監督・脚本 - 周防正行
- 製作 - 石原隆、市川南、宮前周司、石川豊、柴田嘉章、細井俊介、小形雄二
- エグゼクティブプロデューサー - 桝井省志
- プロデューサー - 土屋健、土本貴生、堀川慎太郎
- 音楽 - 周防義和
- 主題歌 - 小春（上白石萌音）「舞妓はレディ」（ポニーキャニオン）
- 振付 - パパイヤ鈴木
- 日本舞踊振付・指導 - 花柳達真
- ミュージカルシーン助監督・編集 - 尾形竜太
- 製作 - フジテレビジョン、東宝、関西テレビ放送、電通、京都新聞、KBS京都、アルタミラピクチャーズ
- 企画・製作プロダクション - アルタミラピクチャーズ
- 配給 - 東宝

## 封切り
日本公開初週の2014年9月13日・14日における興行成績は全国300スクリーン公開で動員9万1,772人、興収1億1,015万8,500円であった。全国映画動員ランキング（興行通信社調べ）では初登場5位。観客は30代から60代の年齢の高い層が多く、男女比は54対46だった。

## 受賞歴
- 第38回山路ふみ子映画賞[15]
  - 文化賞（周防正行）
  - 映画功労賞（富司純子）
  - 新人女優賞（上白石萌音）
- 第38回日本アカデミー賞[16]
  - 最優秀音楽賞（周防義和）
  - 優秀助演女優賞（富司純子）
  - 新人俳優賞（上白石萌音）
- 第19回日本インターネット映画大賞 日本映画部門 （上白石萌音）
  - ニューフェイスブレイク賞
  - ベストインパクト賞
- 2014年度全国映連賞 女優賞（上白石萌音）[17]
- 第69回毎日映画コンクール[18]
  - 音楽賞（周防義和）
- 第10回おおさかシネマフェスティバル[19][20]
  - 音楽賞（周防義和）

## 関連商品
音楽商品
サウンドトラック
映画「舞妓はレディ」 ミュージカル・ソングス&サウンドトラック・コレクション（2014年9月10日発売、ポニーキャニオン）
マキシシングル
小春（上白石萌音）「舞妓はレディ」（2014年7月16日発売、ポニーキャニオン）

ビデオ
Blu-ray スペシャル・エディション（2枚組）2015年3月18日発売、発売元 フジテレビジョン、販売元 東宝
DVD スタンダード・エディション（1枚組）2015年3月18日発売、発売元 フジテレビジョン、販売元 東宝
ノベライズ
- 周防正行、白石まみ『舞妓はレディ』幻冬舎〈幻冬舎文庫〉2014年8月28日発売、ISBN 978-4344422216

シナリオ
- 『シナリオ』2014年10月号（日本シナリオ作家協会） - 本作シナリオおよび周防正行インタビュー収録。

## 舞台
ミュージカル『舞妓はレディ』舞台版として、博多座の企画・製作により2018年3月4日から3月20日まで同劇場にて上演された。
博多座がオリジナル制作で手掛ける初のミュージカル作品であり、2014年に宝塚歌劇団により舞台化された『Shall we ダンス?』に続き、周防正行監督の映画が舞台化される2作目の作品となる。

### キャスト（舞台）
- 春子 - 唯月ふうか
- 千春 - 榊原郁恵
- 京野 - 平方元基
- 里春 - 湖月わたる
- 百春 - 蘭乃はな
- 北野 - 辰巳琢郎[注 1]
- 福葉 - 多田愛佳
- 福名 - 片山陽加
- 秋平 - 土屋シオン
- 高井 - 谷口浩久

### スタッフ（舞台）
- 原作 - 周防正行/アルタミラピクチャーズ
- 脚色 - 堀越真
- 演出 - 寺崎秀臣
- 作曲・編曲 - 周防義和
- 作詞 - 周防正行/種ともこ
- 音楽監督 - 佐藤泰将
- 美術 - 土屋茂昭
- 照明 - 塚本悟
- 音響 - 野口雄光
- 歌唱指導 - 小林仁
- 振付所作指導 - 花柳典幸
- 振付 - 原田美穂
- 宣伝美術 - ALUCARD
- 宣伝写真 - 門嶋淳矢
- 製作 - 博多座